# César Benito Fernández
César Benito Fernández és un compositor espanyol, creador de música per a cinema, teatre i televisió, destacant entre els seus treballs la banda sonora per a la sèrie de TV El tiempo entre costuras que li va reportar el Premi Iris de l'Acadèmia de les Ciències i les Arts de Televisió a la Millor Música per a Televisió.

## Biografia

### Vida i formació
Fill de mare madrilenya i pare navarrès-aragonès, Benito va néixer a la ciutat de Granada i quan comptava amb dos anys, la seva família es va traslladar a Marbella, on va estudiar en els col·legis Monseñor Rodrigo Bocanegra, Valdeolletas, i l'institut de batxillerat Sierra Blanca.
Des de molt jove va rebre lliçons de piano i solfeig de manera informal de la mà de la seva mare, continuant-los amb professors particulars i de manera oficial al Conservatori Superior de Música de Màlaga. En la seva adolescència també va començar a interessar-se per la música rock, per la qual cosa addicionalment a la seva formació clàssica com a pianista, va aprendre a tocar la guitarra de manera autodidacta amb cançons i solos de guitarra dels seus grups favorits. En complir els divuit anys va abandonar els seus estudis musicals i es va matricular en la Facultat de Ciències de la Universitat de Granada, allotjant-se al col·legi major Cardenal Cisneros, on va formar part de la seva Estudiantina un breu espai de temps.
Després d'entaular amistat amb altres companys d'aquell centre, aficionats a la música i el teatre, va sorgir la idea de fer una producció estudiantil del musical Chess, per al qual a més de realitzar l'adaptació musical i els arranjaments, va tocar el piano, els teclats i la guitarra elèctrica. L'èxit d'aquesta activitat extracurricular i la repercussió que va tenir en el món estudiantil granadí els va animar a repetir l'experiència de produir el musical Time a l'any següent. Això li va suposar una valuosa i profunda experiència musical i personal, que va fer que per primera vegada es qüestionés la possibilitat d'abandonar les seves aspiracions a convertir-se en Físic per a reconduir la seva vida com a compositor i músic professional. Aquesta incertesa li duraria alguns anys fins que després d'acabar graduant-se en Enginyeria tècnica industrial en la Universitat de Màlaga, va decidir reprendre els seus estudis en el Conservatori i dedicar-se completament a la música, la seva veritable vocació.
Durant els seus anys d'estudiant a Màlaga també va formar part de l'Orfeó Universitari ocupant posició de tenor i per al qual a més va compondre dues obres corals: ‘Et Ecce Vox’ (estrenada a la Catedral de Màlaga durant els concerts de la Setmana Santa de 1994) i ‘Malaguenya’ (estrenada en el Certamen Internacional d'Havaneres i Polifonia de Torrevella i guanyadora del Premi Internacional de Música Coral Ciutat de Rota 1995). I en acabar els seus estudis musicals en el Conservatori Superior de Música de Màlaga, es va traslladar a Madrid per a ampliar estudis de composició i orquestració, així com de jazz i arranjaments, complementant-los amb estudis en musicologia, cant gregorià, paleografia i folklore musical espanyol.
Després de dos anys d'intens estudi en la capital d'Espanya, la seva següent destinació seria els Estats Units, traslladant-se a la ciutat de Boston, en l'estat de Massachusetts, per a estudiar en el prestigiós Berklee College of Music, on va ser alumne destacat, graduant-se magna cum laude amb una doble especialitat en Film Scoring i Contemporary Writing & Production, a més de guanyar diversos premis de composició, com el premi a la millor banda sonora de l'any per Snowman, i el premi a la millor composició per a la música processional de graduació amb la seva obra Fanfare for the Common Student al ritme de la qual van desfilar professors i estudiants en la Commencement Ceremony (Acte de graduació) de l'any 2000. També li va ser atorgat el prestigiós Arif Mardin Award, el màxim premi concedit pel departament de Contemporary Writing & Production en reconeixement dels seus mèrits com a arranjador i productor musical. En els tres anys que va passar en Berklee també va estar molt actiu com a intèrpret, donant a conèixer les seves composicions, organitzant tot tipus de recitals de piano, dirigint big bands, brass ensembles, combinacions híbrides d'orquestra de cambra clàssica i quadre flamenc, i uns altres ensembles experimentals.

### Carrera
Conclosa la seva formació musical, va fixar la seva residència a la ciutat californiana de Los Angeles. Els seus primers projectes van consistir en petites produccions de teatre musical que es representarien en centres emblemàtics com el Stella Adler Theater o el Skirball Cultural Center.
També va treballar com a pianista a l'hotel Peninsula Beverly Hills, va exercir de professor de piano en diversos col·legis, va ser assistent, editor musical i orquestrador d'altres compositors establerts, i director musical i pianista en la inauguració del Teatre Ricardo Montalbán, acompanyant al piano a diversos artistes com l'estrella de Broadway Robert Goulet.
A l'una de totes les seves activitats professionals, col·laborava amb estudiants de cinematografia component bandes sonores per als seus projectes de graduació, curtmetratges i pel·lícules amateur. I així és com a poc a poc entaularia relacions amb els qui en el futur serien col·laboradors professionals en la indústria del cinema i la televisió a banda i banda de l'Atlàntic.
A Espanya, César Benito és majorment conegut per les seves bandes sonores creades per a sèries de TV de gran èxit com Los Protegidos, La Chica de Ayer (adaptació de la reeixida sèrie de la BBC Life on Mars), i El tiempo entre costuras, una sèrie d'època que va batre un rècord amb dotze anys d'antiguitat de major audiència en l'estrena d'una sèrie de TV a Espanya. Dos anys més tard, aquest rècord va ser novament batut per la sèrie Allí abajo, també amb banda sonora original composta per César Benito.
L'àlbum de la banda sonora de El tiempo entre costuras va aconseguir el lloc número 2 en la llista general d'iTunes España i el número 1 en la de bandes sonores, a més de guanyar el Premi Iris de l'Acadèmia de les Ciències i les Arts de Televisió a la Millor Música per a televisió, i ser una de les bandes sonores televisives més escoltades en el món a través de la plataforma digital Spotify. Tema de Sira, el primer talli de l'àlbum, va ser la música triada per la gimnasta rítmica Carolina Rodríguez per a acompanyar la seva rutina de llaç en competicions al voltant del món, inclosos els Jocs Olímpics de Rio de Janeiro 2016, amb el qual va conquistar el Diploma Olímpic.

## Treballs

### Cinema i Televisió
| Any  | Títol                                                           | Format                           | Gènere                                               | Nacionalitat                 |
| ---- | --------------------------------------------------------------- | -------------------------------- | ---------------------------------------------------- | ---------------------------- |
| 2020 | benidorM Desaparecidos                                          | Sèrie de televisió               | Comèdia Romàntica Thriller Policial                  | Espanya                      |
| 2019 | Allí abajo (Temporada 5)                                        | Sèrie de televisió               | Comèdia Romàntica                                    | Espanya                      |
| 2018 | Sabuesos Allí Abajo (Temporada 4) The Russian Bride             | Sèrie de televisió Llargmetratge | Comèdia, Misteri Comèdia Romàntica Thriller          | Espanya Espanya EE.UU.       |
| 2017 | Allí Abajo (Temporada 3)                                        | Sèrie de televisió               | Comèdia Romàntica                                    | Espanya                      |
| 2016 | La sonata del silencio Allí abajo (Temporada 2)                 | Sèrie de televisió               | Romàntic, Tragèdia Comèdia Romàntica                 | Espanya                      |
| 2015 | Allí abajo (Temporada 1) Algo Que Celebrar                      | Sèrie de televisió               | Comèdia Romàntica Comèdia                            | Espanya                      |
| 2014 | Vive Cantando (Temporada 2)                                     | Sèrie de televisió               | Comèdia, Musical                                     | Espanya                      |
| 2013 | Savaged (Avenged a EE.UU. & Canadá) Vive Cantando (Temporada 1) | Llargmetratge Sèrie de televisió | Horror, Fantàstic Comèdia, Musical                   | EE.UU. Espanya               |
| 2012 | El tiempo entre costuras Los Protegidos (Temporada 3)           | Sèrie de televisió               | Drama Romàntic, Thriller Fantasia, Comèdia, Thriller | Espanya                      |
| 2011 | Los Protegidos (Temporada 2)                                    | Sèrie de televisió               | Fantasia, Comèdia, Thriller                          | Espanya                      |
| 2010 | Los Protegidos (Temporada 1) Vivir para siempre                 | Sèrie de televisió Llargmetratge | Fantasia, Comèdia, Thriller Drama                    | Espanya UK / Espanya         |
| 2009 | La Chica de Ayer (Adaptació de Life on Mars) Cambio de Sentido  | Sèrie de televisió TV Movie      | Ciència Ficció, Drama Documental                     | Espanya / UK Espanya / Mèxic |
| 2008 | Shevernatze                                                     | Llargmetratge                    | Com`rdia Negra                                       | Espanya                      |
| 2007 | Cielito Lindo                                                   | Llargmetratge                    | Aventura, Acció                                      | EE.UU.                       |
| 2006 | Mía Sarah Madrid de arriba abajo                                | Llargmetratge Sèrie de televisió | Comèdia Romàntica Documental                         | Espanya                      |

### Discografia
| Any  | Títol                                                       | Gènere       | Crèdit                                                       | Segell discogràfic        |
| ---- | ----------------------------------------------------------- | ------------ | ------------------------------------------------------------ | ------------------------- |
| 2017 | La Sonata del Silencio                                      | Banda sonora | Compositor, Orquestrador, Director musical, Piano, Productor | Plaza Mayor Company       |
| 2015 | Avenged (Publicación no oficial)                            | Banda sonora | Compositor                                                   | Warrior Way Entertainment |
| 2014 | El Tiempo Entre Costuras                                    | Banda sonora | Compositor, Orquestrador, Piano, Productor                   | MovieScore Media          |
| 2013 | Ways To Live Forever (Music Inspired by the Motion Picture) | Banda sonora | Compositor, Piano                                            | Warrior Records           |
| 2011 | Vivir para siempre                                          | Banda sonora | Compositor, Orquestrador, Director musical, Piano, Productor | MovieScore Media          |
| 2010 | Sálvame de Ti                                               | Pop, Rock    | Arreglista, Director musical, Piano, Guitarres, Productor    | Bubu Records              |
| 2008 | The Kurt Weill Project                                      | Alternatiu   | Arrangista, Orquestrador, Programador                        | LML Music                 |
| 2007 | Mía Sarah                                                   | Banda sonora | Compositor, Orquestrador, Director musical, Piano, Productor | Filmax Music              |

## Premis i nominacions
Premis GoldSpirit
| Any  | Categoria                   | Pel·lícula/Sèrie         | Resultat  |
| ---- | --------------------------- | ------------------------ | --------- |
| 2014 | Millor BSO Espanyola        | El tiempo entre costuras | Guanyador |
| 2014 | Millor BSO de Televisió     | El tiempo entre costuras | Nominat   |
| 2014 | Millor Compositor Espanyol  | El tiempo entre costuras | Nominat   |
| 2014 | Millor Compositor Revelació | El tiempo entre costuras | Guanyador |

Premis Iris de l'Acadèmia de les Ciències i les Arts de Televisió d'Espanya
| Any  | Categoria                  | Programa                 | Resultat  |
| ---- | -------------------------- | ------------------------ | --------- |
| 2013 | Millor música de Televisió | El tiempo entre costuras | Guanyador |

International Film Music Critics Association
| Any  | Categoria                                   | Pel·lícula/Sèrie         | Resultat |
| ---- | ------------------------------------------- | ------------------------ | -------- |
| 2013 | Breakthrough Film Composer of the Year      |                          | Nominat  |
| 2013 | Best Original Score for a Television Series | El tiempo entre costuras | Nominat  |

Premis de la Crítica Musical Cinematogràfica Espanyola
| Any  | Categoria                   | Pel·lícula               | Resultat |
| ---- | --------------------------- | ------------------------ | -------- |
| 2013 | Millor Banda Sonora         | El tiempo entre costuras | Nominat  |
| 2013 | Millor compositor           |                          | Nominat  |
| 2007 | Millor compositor revelació |                          | Nominat  |

Medalles del Cercle d'Escriptors Cinematogràfics
| Any  | Categoria     | Pel·lícula         | Resultat |
| ---- | ------------- | ------------------ | -------- |
| 2011 | Millor música | Vivir para siempre | Nominat  |
| 2007 | Millor música | Mía Sarah          | Nominat  |

Garden State Film Festival
| Any  | Categoria                   | Pel·lícula | Resultat  |
| ---- | --------------------------- | ---------- | --------- |
| 2007 | Best Orchestral Composition | Mía Sarah  | Guanyador |

Premi Internacional de Composició Coral “Villa de Rota”
| Any  | Categoria               | Resultay  |
| ---- | ----------------------- | --------- |
| 1995 | Best Choral Composition | Guanyador |